# 机能主义心理学派
功能主义心理学（英語：Functional psychology，舊譯機能主義心理學）主要研究内部心理与外部环境相互影響时，思维、意识在其中所发挥的作用。
功能主义心理也研究意识，不过其做法相异与结构主义心理学。其中結構主義的研究方法是「反省」意識的「組成部份」，而功能主義則利用「觀察」去理解意識「如何」組成。尤其重要的是，功能主義将意识视作一个不可分割的整体，这样的研究观点，大大推动了美国心理学面向实际领域的发展道路。

## 历史
功能主义，早期中文跟隨日譯為機能主义（Functionalism），興起於1890年，由於馮特的實驗（內省法）欠缺再現性，招致反對其結構主義主題、方法、理論的質疑聲浪，進而在美國興起功能學派，其主要是研究個體於適應環境時所產生的心理功能，以此為基礎理念，適應和實用便成為中心思想。
功能學派分別誕生自哈佛、芝加哥、哥倫比亞，受實用主義影響。一般而言功能學派並無主導全學派的導領型人物。然而自此之後，心理學的重心漸漸的從德國轉移至美國。

## 相關人物
功能主义的创始人是美国著名心理学家威廉·詹姆士。其派别代表人物还有约翰·杜威、達爾文、卡特爾、比奈、戈達德、安吉尔（James Rowland Angell）、斯賓塞、高爾頓、霍爾、賈德等。